# Wegestock An der Tränke

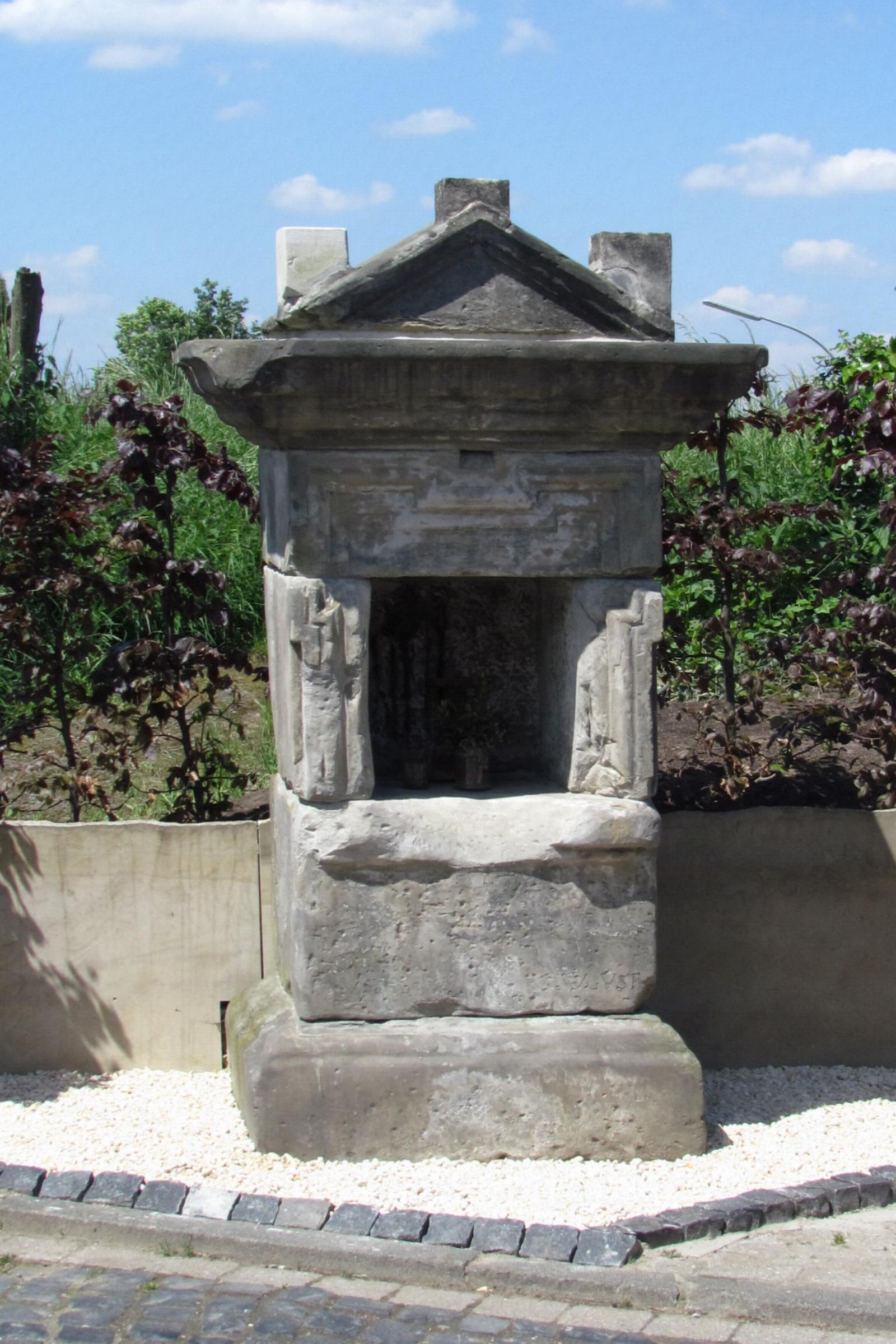
Wegestock

Der Wegestock An der Tränke steht im Stadtteil Liedberg in Korschenbroich  im Rhein-Kreis Neuss in Nordrhein-Westfalen.
Das Flurkreuz wurde im 18. Jahrhundert erbaut und unter Nr. 069 am 16. September 1985 in die Liste der Baudenkmäler in Korschenbroich eingetragen.

## Architektur
Der Wegestock, ein kubischer Block, wurde aus Sandstein gefertigt. Er steht auf einem Sockel mit Inschrift, Rechtecknische und ist übergiebelt.